# 普悠瑪號列車出軌事故
臺鐵6432次列車新馬站內正線出軌事故是2018年10月21日下午4點50分在台鐵宜蘭線的蘇澳鎮新馬車站旁發生的普悠瑪自強號列車脫軌事故。事故全車乘客計有366人，18人死亡，215人輕重傷。經臺灣鐵路管理局徹夜搶修，在事故3天後（10月24日）宜蘭線鐵路恢復雙線雙向正常行車。本次事故為台鐵TEMU2000型電聯車自2013年投入營運以來第一起造成乘客傷亡的事故。
2019年6月臺灣宜蘭地方檢察署以「過失致死罪」起訴臺灣鐵路管理局列車駕駛員尤振仲、時任臺灣鐵路管理局機務處副處長柳燦煌、時任臺灣鐵路管理局運務處綜合調度所所長吳榮欽共三人，2019年10月臺灣宜蘭地方法院開庭，2021年10月18日一審宣判，司機員尤振仲被判監4年6個月，負責驗收列車自動保護系統的前台鐵機務處副處長柳燦煌、前台鐵綜合調度所所長吳榮欽則被判無罪。尤振仲、地檢署均不服一審判決，提起上訴，二審仍維持原判。尤振仲未再上訴，高檢署則就尤提起上訴。2023年3月，最高法院認為論罪量刑無不當，駁回檢方上訴，全案定讞。

## 經過

### 事發前
根據臺灣鐵路管理局在10月21日晚間7:10分發布的新聞稿，事故原因正由臺灣鐵路管理局行車保安委員會調查中。
事發列車下午2:50分從樹林站出發時，列車控制及監視裝置（簡稱TCMS）警示燈就異常，當時臺鐵要求照常發車。普悠瑪司機員曾在事發前報告列車異常。內部簡訊顯示雖然列車曾在宜蘭站停留僅2分鐘進行維修未成功，調度員指示司機員繼續行駛，到花蓮換車。
事發列車晚4分經過雙溪站後，發生動力切斷沿途慢行，晚14分到宜蘭站並進行列檢，預計至花蓮站更換編組，宜蘭晚15分開。

### 事故經過

新馬車站事故現場簡圖

事故發生於2018年10月21日星期日下午4:50分，事發地新馬車站為招呼站，該列車不停靠為通過，6432次普悠瑪號司機員因為專注於趕路與排除故障，和調度員對話中提及列車自動保護系統關閉，以超過速限（75km/h）的速度（141km/h）進入半徑306公尺的新馬站彎道，導致列車前進方向第1節車廂（車頭，編號8車）右側車輪浮起後出軌並向左側傾覆，隨後第2至8節車廂也相繼出軌（包含側翻），扭曲呈「W」字形，傷亡最嚴重的車廂為第1節車廂（車頭，事故前編號8車）。翻覆時高速扯斷高架電纜及火花爆炸，使鐵軌變形，一條鋼軌直接插入車廂窗戶（TEP2008，6車），宜蘭線上下行線皆中斷行車。

### 事故列車
事故涉事列車是由日本車輛製造的台鐵TEMU2000型電聯車，車種為普悠瑪列車，事故發生時派遣車組為U4第四編組。列車車齡5年4個月（該車組2013年7月12日正式上線營運），於2017年進行過大規模保養。
|                      | 6432次普悠瑪號列車 ←樹林方向臺東方向→ |              |                       |              |              |                       |                      |                                |
| 車廂編號             | 1                                     | 2            | 3                     | 4            | 5            | 6                     | 7                    | 8                              |
| 車輛編號             | 40TED2007                             | 40TEMA2013   | 45TEP2007             | 40TEMB2014   | 40TEMB2016   | 45TEP2008             | 40TEMA2015           | 40TED2008                      |
| 動力配置             | 帶車長及乘務員室，無動力（Tc）        | 有動力（M1） | 帶集電弓，無動力（T） | 有動力（M2） | 有動力（M2） | 帶集電弓，無動力（T） | 有動力（M1）         | 帶車長及乘務員室，無動力（Tc） |
| 事故後狀況           | 出軌                                  | 出軌         | 出軌並翻覆            | 出軌         | 出軌並翻覆   | 出軌                  | 出軌並翻覆、嚴重毀損 | 出軌並翻覆、嚴重毀損           |
| 乘客定員人數（座票） | 36人                                  | 52人         | 48人                  | 52人         | 52人         | 48人                  | 52人                 | 36人                           |

### 因應
臺灣鐵路管理局在事故發生後不久在官方網站上發布了此事件的訊息，於下午5點成立一級應變小組。於晚間6點起中華民國交通部為該事故啟動中央災害應變中心。於晚間7點25分和晚間9點時任臺灣鐵路管理局局長鹿潔身舉行兩場記者會。

### 搜救
宜蘭縣政府消防局派遣33車、61人、新北市政府消防局派遣6車17人、基隆市消防局派遣7車16人、內政部消防署派遣2車6人、吊車6部6人、怪手1部1人，共55車107名消防隊員，中華民國國防部緊急動員調派陸軍蘭陽地區指揮部、陸軍步兵第一五三旅、海軍蘇澳後勤支援指揮部所屬陸軍、海軍官兵8車168人，總計出動63車275名消防隊員及國軍官兵協助救災。此次造成18人死亡（遺體均在蘇澳榮民醫院，後續經修復遺體後發還家屬），共215人受傷（其中3人自行就醫），共233人。傷者分送羅東聖母醫院37人（2人死亡，後轉送蘇澳榮民醫院）、羅東博愛醫院64人（1人死亡，後轉送蘇澳榮民醫院）、蘇澳榮民醫院47人、宜蘭國立陽明大學附設醫院5人、宜蘭仁愛醫院1人、花蓮慈濟醫院20人、花蓮門諾醫院3人、花蓮鳳林榮民醫院1人、花蓮玉里榮民醫院4人、衛生福利部花蓮醫院1人、國軍花蓮總醫院1人、臺東馬偕醫院2人、關山慈濟醫院2人、板橋亞東紀念醫院1人、臺北醫學大學附設醫院1人、臺北市立聯合醫院忠孝院區2人、臺北榮民總醫院1人。

### 整復
時任中華民國總統蔡英文下令要求3天內完成鐵路搶修。經過臺鐵連夜搶修，於22日清晨5:12分搶通西線，恢復慢行每小時40公里速度行駛復單線雙向行車。第一班第4102次區間車於5:53分通過事故現場並停靠事發地新馬車站，陸運及空運仍持續支援至22日11:40分結束，搜救作業同時結束。
10月22日，時任中華民國行政院院長賴清德在政務會議上指示成立15人調查小組盡速調查及為普悠瑪列車進行全面體檢。
10月23日清晨7:30分，所有事故車廂吊離東正線，由臺鐵工務、電務單位進行路線搶修。
10月24日清晨5:53分，東正線完成修復，恢復雙線行車。
事故列車在22日與23日晚間陸續以公路運輸之方式送至臺鐵富岡車輛基地內存放。因編組中多數車廂經撞擊嚴重受損，初估在調查作業完成後報廢。

### 後續改善措施
短期
1. 一週內完成路線安全檢查（車巡及徒步查道），強化相關防護措施[31]。
2. 一週內全面完成普悠瑪號特檢作業，包括車輛走行裝置、傳動裝置、動力系統、控制系統及ATP（列車自動防護系統）等[31]。
3. 加強列車自動保護系統使用隨乘考核及教育訓練[31]。

長期
1. 檢討列車自動保護系統共同管理機制[31]。
2. 研議推動「臺鐵軌道結構安全提升計劃」[32]。
3. 於2018年10月31日起，普悠瑪號及太魯閣號採雙駕駛[33]。2022年12月23日，普悠瑪號及太魯閣號的限速備援系統啟用，恢復單人乘務[34]

## 司法、究責及檢討
10月22日晚間11點左右，司機員尤振仲在歷經18小時20分偵訊後，被臺灣宜蘭地方檢察署依業務過失致死罪嫌移送法辦並聲請羈押禁見。10月23日清晨5:20分，臺灣宜蘭地方法院法官裁定以新台幣50萬元交保，限制住居及出境出海。司機員拒絕總統探視，亦一度拒絕家屬替其聘請之辯護律師，法院依其權利指定公設辯護人。另司機員拒絕醫院安排身心科醫師之探視。之後同意家屬聘請之律師為其辯護。
根據紀錄，列車司機員在經過新馬車站一帶過彎超速。超速前「列車自動防護系統」（ATP）關閉，所以未自動減速。有鑑於2007年6月發生於宜蘭大里站的列車冒進事件，台鐵稱列車於2010年3月時已加裝遠端監視系統，行車控制中心應可即時知悉ATP系統的運作情況，並由行控中心決定是否批准關閉，因此需調查以獲知系統關閉的理由。
10月24日立法院交通委員會會議，台鐵稱，19列編組普悠瑪號2012年引進至今，都沒有裝設遠端監控系統。然而至10月26日，立法委員徐永明稱指台鐵購買普悠瑪號列車的合約中，有預留安裝遠端監視系統線頭的項目。而事實上台鐵於25日勘驗普悠瑪後，亦發現相關線頭可以接上監控系統。時任中華民國交通部部長吳宏謀稱臺鐵沒有向上報告。就線頭沒有接上監控系統的因由，11月1日製造普悠瑪號的日本車輛製造公司向台鐵提交說明，指當時的製造指示用圖面，用作連接ATP跟遠端的配線是未連接的，因此交付出貨時也是未連接狀態。由於他們沒有權力在台灣進行連接的測試，交貨後亦無權調整相關線路，故當初推斷台鐵當局驗收時會自行連接配線。
10月26日，檢方公佈聯通紀錄，顯示事發當天下午4:05分，司機員開始回報異常狀況，並直至意外發生前保持與調度員直接通話。根據通訊的內容，調度員意外發生前已知悉列車出現故障，惟經過宜蘭站時進行停車檢查無法解決問題後，調度員指示司機員繼續行駛。基於以上情況，同日檢方查訊該名調度員。
11月26日，行政院「1021鐵路事故行政調查小組」公布初步調查結果。報告指出，事故列車2組主風泵故障，造成列車前後10次因總風缸空壓不足，觸發安全機制，造成動力切斷。主風泵功能為製造壓縮空氣，壓縮空氣主要用於車軔機（煞車）、真空廁所、空氣彈簧（傾斜裝置）、自動門。為避免剎車時空壓不足，列車的安全機制會在當總風缸壓力低於閾值時，切斷動力並作動停留軔機。下午4:17分，司機嘗試排除動力切斷，隔離ATP，因ATP遠端監視系統未連線，並無發出告警訊息。4:44分，由羅東站出發，速度把手置於140km/h段位。2分鐘後，列車速度達到140km/h。1分鐘後，司機與機車調度員提醒ATP已經關閉，並持續與調度員、檢查員通聯，嘗試排除故障。在下午4:49分時未減速下，以時速高達140公里出軌翻覆。
2019年4月8日，交通部的懲處名單從原先20人擴大至30人，其餘17人維持原懲處，而新增名單包含司機員尤振仲等第一線人員及督導主管共10人；尤振仲被記1大過2小過，撤銷火車駕照；前臺鐵局局長范植谷從1小過加重為1大過2小過、周永暉從1小過加重為2小過、鹿潔身從1大過加重為1大過1小過。
2019年5月22日，交通部部長林佳龍表示，范植谷解除中國驗船中心董事長職務，周永暉留任交通部觀光局長。
2019年6月6日，宜蘭地方檢察署偵結，以「過失致死罪」起訴司機尤振仲、時任台鐵局機務處柳姓副處長、時任台鐵局綜合調度所吳姓所長共三人。
一審
2019年10月，宜蘭地方法院開庭。12月，臺灣高等檢察署認定普悠瑪案不起訴部分偵查不完備發回宜檢續行偵查，其中涉及的16名相關人士有幾名因逾告訴期限，屬於告訴不合法，並未發回宜檢續查。
2020年10月，宜蘭地方法院尚未收到正式鑑定報告書，審訊仍膠着。
2021年10月18日：司機員尤振仲經宜蘭地方法院一審宣判，被判監4年6個月，而負責驗收自動防護系統（ATP）的前台鐵機務處副處長柳燦煌、前台鐵綜合調度所所長吳榮欽則被判無罪。全案可上訴。
二審
2022年2月16日：二審開庭，司機員尤振仲做無罪答辯，公訴檢察官表示，應從重量刑，且時任台鐵局機務處柳姓副處長、時任台鐵局綜合調度所吳姓所長，一審獲無罪也明顯有違誤，在本案中應有過失負責，請求法院改判有罪。
2022年3月23日：第二次開庭，罹難者家屬提出新事證，認為當時列車時速不只有141公里，運安會和台鐵的調查報告，還有相當多疑點，但對此運安會及交通部，目前還沒有做出回應。
2022年5月15日：第三次開庭，司機員尤振仲稱未受過完整訓練，同時提出調查事證要求，另有一家屬稱已19死，二審法官魏俊明拿出名冊請家屬指出，因家屬無法確認，庭後再具狀補上。案件將於8月18日及25日繼續審理。
2022年10月27日，法院駁回上訴，維持一審判決。
2023年，一、二審都依過失致死罪判列車司機尤振仲有期徒刑4年6月，台鐵兩名官員無罪，可上訴。尤振仲未再上訴，檢方只針對尤提起上訴，最高法院認為歷審判決適當，3月29日宣判駁回檢方上訴，全案定讞。
相關成因
普悠瑪交付檢查疏失：據媒體報導，普悠瑪列車製造商「日本車輛製造」公司在11月1日向台鐵提交說明，指當時的製造指示用圖面，用作連接ATP跟遠端的配線是未連接的，因此交付也是未連接狀態。由於該公司沒有權力在台灣進行連接的測試，交貨後亦無權調整相關線路，故當初推斷台鐵局驗收時會自行連接配線。而台鐵在後續驗收階段，並未將遠端監視列為測試項目，正式營運故時，沒有發現相關問題，故線頭仍是出廠時的未連接狀態。
系統及故障訊息處理粗疏：列車配置的ATP遠端監視系統過去曾傳送過多無關行車安全的警告訊息，造成調度人員判讀及執勤困擾，致有不信賴該系統的可能。26日檢方公佈聯通紀錄，顯示調度員意外發生前已知悉列車出現故障，例如部份車卡曾動力間歇自動消失、電門自動切掉歸零、部份主風泵停止運轉等等，惟經過宜蘭站時進行停車檢查無法解決問題後，調度員指示司機員繼續行駛。
普悠瑪保養粗疏：根據台鐵內部要求，列車使用第6年需要進行更換所有指明零件的4級保養。24日時任立法委員黃國昌於立法院指出，雖然日前台鐵局長鹿潔身聲稱有按照上述要求維修檢查，但是實際上當時只是進行了次一級的3級保養，而4級保養需用到的主風泵測試機台在事發後才開始採購。有台鐵駕駛表示，事發最近3個月該組普悠瑪列車已多次故障，但始終未維修。台鐵則表示沒有經常故障的情況。
立法院質詢
本事故造成重大傷亡，因此引起立法院多次激烈質詢。立法委員黃國昌多次與罹難家屬召開記者會，質疑調查小組用擠牙膏方式公布真相，並對事故責任避重就輕。
官員辭任
10月23日，行政院院長賴清德表示，交通部部長吳宏謀在22日凌晨因事故而口頭請辭，但仍在救災且還有許多事情需要吳宏謀處理，因此當天先予慰留。12月1日，吳宏謀在地方公職人員選舉之後再度提出口頭請辭，隨後請辭獲准。
10月25日，交通部部長吳宏謀表示，臺鐵局局長鹿潔身在此事故上的搶救、鐵道復原等工作已告一段落而同意其請辭。
台鐵向日車咎責
台灣鐵路管理局於2019年4月30日發函向製造商日本車輛製造咎責，主張台鐵損失的權益將從未發還的保固保證金（新臺幣4.3億元）中扣抵外，針對事故列車主風泵故障，司機員沿路疲於修復釀憾事，以及去年5月起普悠瑪列車主風泵多次因油溫過熱，導致保護裝置停機。並宣布今年10月21日事故滿一年之前，所有普悠瑪主風泵將提前一年完成「大檢修」，普悠瑪主風泵依規定6年做一次大檢修，也就是第四級最高保養等級，2020年才是第6年。
2021年12月9日，臺鐵局認為日商「住友商事株式會社」所供應的列車具有瑕疵，求償新臺幣6.1億元，台北地方法院今判台鐵敗訴，住友免賠，可上訴。
爭議
台鐵第一時間召開記者會時表示司機沒有回報關掉ATP系統，但不久媒體曝光通聯記錄否定此說法，行政院政務委員吳澤成亦在10月24日表示錄音檔中下午4:46分司機有向調度員表示已關閉ATP系統，隔日交通部部長吳宏謀批准台鐵局長鹿潔身的辭呈。
現職台鐵員工稱台鐵局內部打壓具名、露臉接受採訪或投書評論普悠瑪事故的異議份子。
宜蘭地檢署發言指，列車時速在通過新馬車站時為140公里，但該段彎道傳統列車速限為65公里，太魯閣以及普悠瑪速限為75公里，因此認為高速過彎是翻車主因，外界解讀成檢方已有定見，認定是司機疏失而釀禍。
2019年9月12日，交通部公布「台鐵總體檢報告」，提出144項改善事項，台鐵局稱其中一百餘項已改善完畢，直至2021年4月2日發生北迴線太魯閣號列車出軌事故，才知該份報告未經行政院正式核定。
因富岡基地內的太魯閣號事故保存車廂，在2023年8月31日發現疑似遺骸的遺留物，故分別於9月11日及15日，臺鐵局會同罹難者家屬以及相關單位，重新檢視現放置於富岡基地內的普悠瑪事故車1車至8車，找出當初未清理完成的遺留物計35件以及疑似遺骨。遺留物已上網公告，遺骨部分交由法醫所檢驗。另外，決定保留第8車車廂。

### 時間差
2023年10月20日，普悠瑪事故屆滿5周年前夕，罹難者家屬組成的「普悠瑪事故協會」，提出質疑表示，向宜蘭地檢署調出的行車紀錄器畫面和行政院版調查報告提出的時間有誤差，時速報告恐有誤，盼重啟調查。運安會表示時間為同步還原沒有問題。

## 影響

### 成立國家運輸安全調查委員會
同型普悠瑪列車共18組於事故後兩周內全部進廠特檢。行政院院長賴清德宣示：成立國家運輸安全調查委員會，合併飛航安全調查委員會，全面監督陸海空運輸。

### 裝設自動限速系統
因普悠瑪列車2018年10月發列車翻覆生事故，是因為司機員關閉列車自動防護系統（ATP），以致列車行駛中喪失最後一道防線，最終未能阻止列車超速而翻覆。2019年起臺灣鐵路管理局將花費新台幣2.8億元裝設限速備援系統，只要ATP系統未啟動，列車即會自動限速在時速60公里以下，強化行車安全；目前首輛列車已完成測試並安裝於普悠瑪號列車上，於2021年6月30日完成太魯閣號、普悠瑪號共52套系統的安裝與測試，2023年3月31日前完成台鐵7型列車400套「列車限速備援系統」的安裝與測試。

## 各界反應

### 台灣
中央政府
中華民國總統蔡英文於事故當晚表示哀痛，並向意外的罹難者家屬致上哀悼與慰問之意，並且期盼受傷的旅客能儘速恢復健康、早日康復，亦與行政院院長賴清德通電話，指示在事故現場盡全力搶救，確認每一位乘客都已被救出，檢調單位儘速釐清後向外界說明，避免無謂揣測引發輿論誤會，而後續東部地區交通疏運問題請行政院儘速協調應變方案，確保東部地區民眾交通影響降到最低。行政院院長賴清德表示全力搶救，雙北特搜支援救護車、人員搶救。於應變中心聽取簡報後隨即前往事故現場，並於晚間11點許到達現場聽取臺鐵相關簡報。
地方政府
時任臺北市市長柯文哲表示臺北市政府消防局、臺北市政府衛生局、臺北市立聯合醫院災難救護團隊將隨時待命救援。時任新北市市長朱立倫表示新北市政府消防局特種搜救大隊第一批人員已經帶著必要的機具，趕往宜蘭普悠瑪翻覆現場，並由鄰近消防分隊組成先遣小組，2車5人前往救援，其餘人員和設備也完成集結待命。花蓮縣代理縣長蔡碧仲表示事故發生後訊息眾多且混亂，籲請民眾以各官方機構發布消息為主，已指示縣府民政處、衛生局於花蓮站前站、後站共設立二處救護站及服務站，提供旅客及花蓮鄉親返抵花蓮後，後續就醫及相關事宜。
政黨
民主進步黨與中國國民黨皆表示暫時停止所有與九合一選舉有關的造勢活動，直到10月25日恢復活動。
民間
g0v零時政府的參與者建立了「普悠瑪號列車脫軌事故災情整合平台」，彙整政府官方公告、衛福部傷患通報名單、新聞直播、即時傷患與血液庫存等醫院資訊，以及給乘客與家屬的急難住宿統整、援助者災情協作以及媒體資源工具包等，供需要者提供即時資訊，並將資料翻譯日文，提供給日本民眾查詢相關資訊。
慈濟基金會也於救援現場為亡者進行助念及提供物資熱食，並動員各縣市志工進行關懷。
成吉思汗健身俱樂部執行長暨創辦人陳之漢表示將捐出新台幣30萬元供救災使用。
全國火車駕駛產業工會在10月26日告知27日上班的司機員，胸前配戴黃絲帶並於下午4:50分同時鳴笛（站內停留、隧道內列車自行斟酌時間長短）。432次於下午4:30分通過新馬站時，鳴笛長達40秒。舊打狗驛故事館館藏之CT259蒸汽機車與D-3柴液機車也同時鳴汽笛與敲警鐘。

### 其他地區
日本負責該次事故車輛製造的日本車輛製造表示將派人來台做後續處理，釐清肇事責任。日本NHK等多家媒體第一時間報導臺灣列車出軌新聞，之後就此次事件針對路線、列車、類似事故與日本做法詳細討論，並祈臺灣傷者能康復與弔念罹難者。
美國的CNN等多家媒體第一時間報導臺灣列車出軌新聞，就列車為何出軌做探討報導，並祈臺灣傷者能康復與弔念罹難者。
英國的BBC等多家媒體，在第一時就報導了此事故。
中華人民共和國方面，中華人民共和國國務院臺灣事務辦公室主任劉結一表示國臺辦、海峽兩岸關係協會負責人向臺灣列車事故中的傷亡人員表達哀悼和慰問，央視、《中國財經報道》、《國際財經報道》、《經濟信息聯播》等電視新聞有相關報導。

## 相關影像

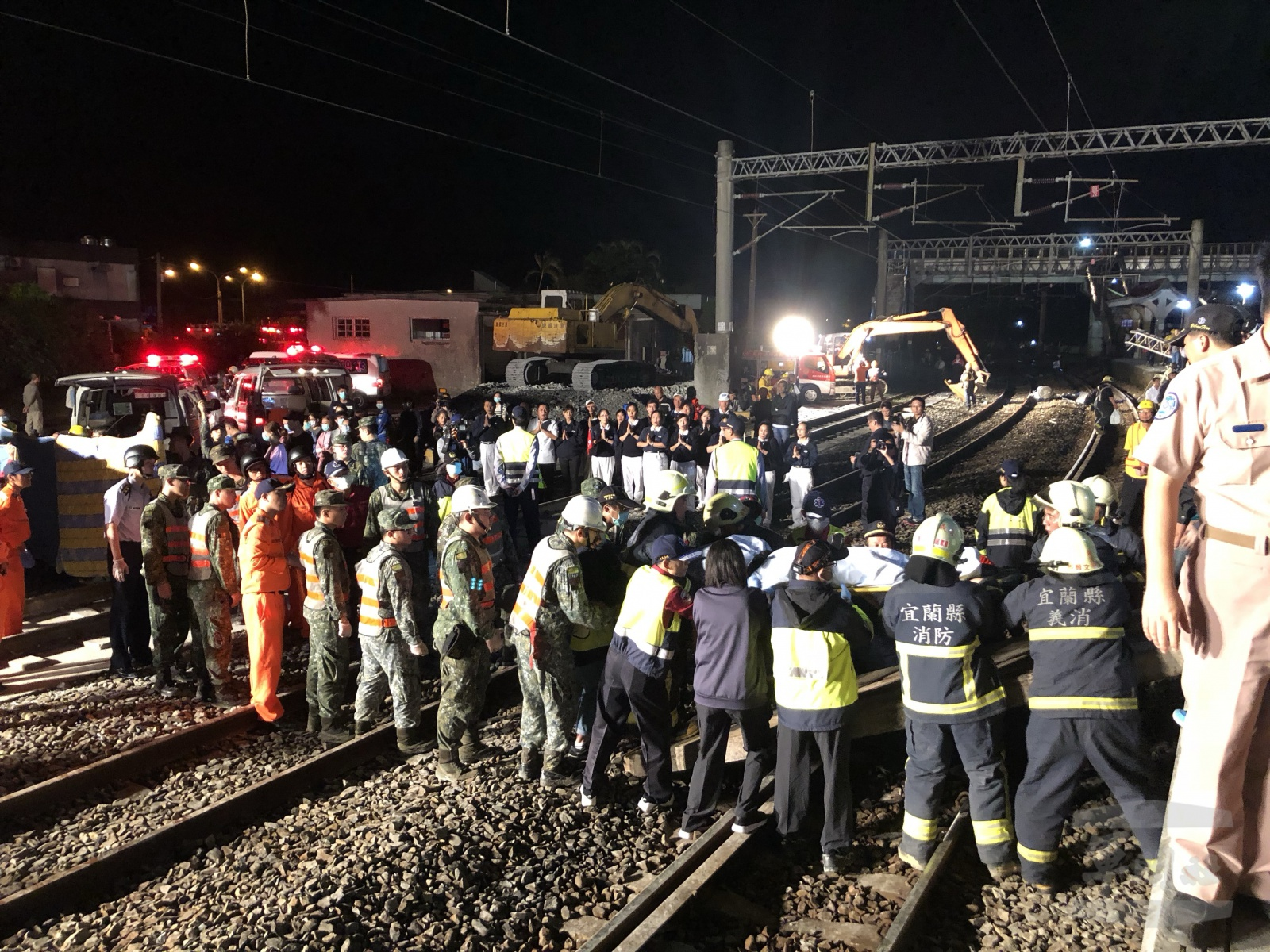
出動救援的國軍官兵及消防隊員
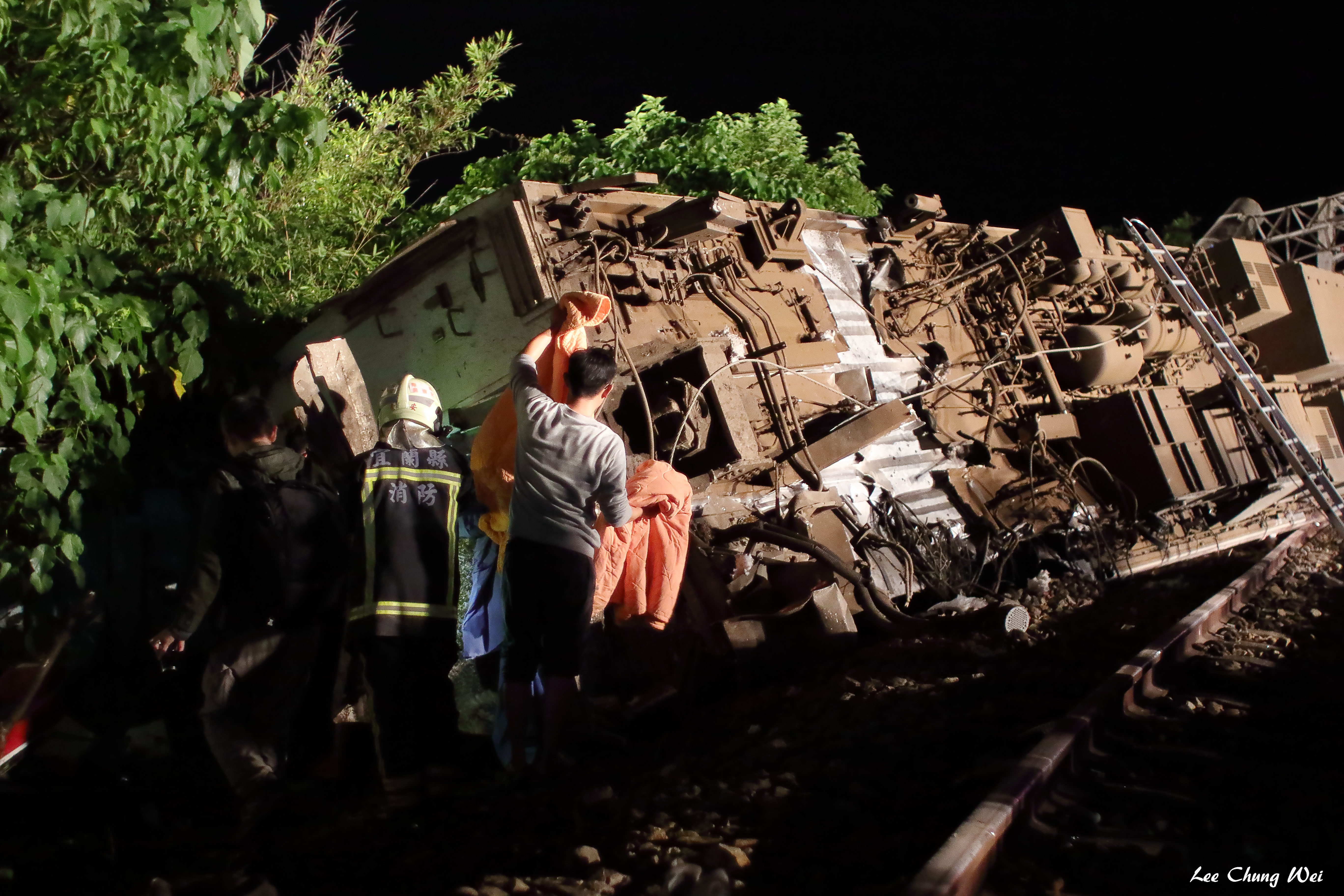
消防隊員進入車廂尋找失聯乘客
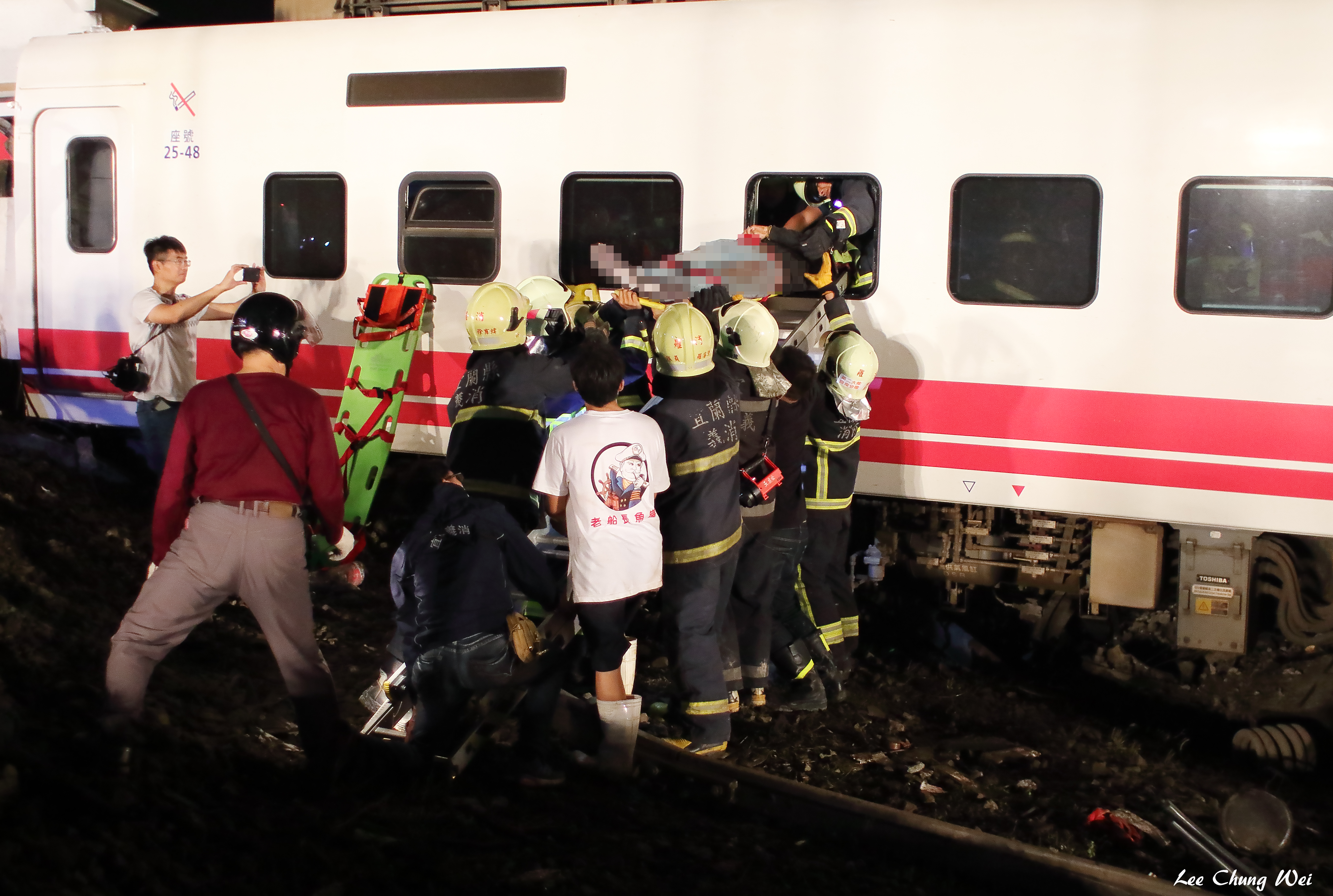
消防隊員破壞窗戶將傷患抬出車廂

## 外部連結
- 1021普悠瑪事故調查資料專區-中華民國交通部 （页面存档备份，存于）
- g0v普悠瑪號列車脫軌事故災情整合平台 （页面存档备份，存于）
- 6432次列車【通聯紀錄與列車行進模擬】視覺化 （页面存档备份，存于）